# Pfandtastisch helfen

Projektlogo

Pfandtastisch helfen ist ein Projekt der Sozialhelden, das Menschen die Möglichkeit gibt, Pfandbons direkt im Einzelhandel in eine Spendenbox einzuwerfen. Der Erlös für das gespendete Pfand kommt unterschiedlichen gemeinnützigen Projekten zugute. Das Projekt wurde im Jahr 2006 gestartet und erzielte inzwischen für die beteiligten Projekte sechsstellige Erlöse.

## Idee und Fakten
Das Projekt Pfandtastisch helfen basiert auf einer eigens entwickelten Spendenbox, die von Einzelhandelsunternehmen und Supermarktketten im Bereich der Leergutautomaten angebracht werden kann. Je nach Region kommt der Erlös der gespendeten Pfandbons unterschiedlichen gemeinnützigen Einrichtungen und Projekten zugute.
Das Projekt findet inzwischen bundesweit Beachtung, und bereits im Jahr 2009 fanden sich in ganz Deutschland über 300 Supermärkte und Einzelhändler, die an dem Projekt teilnahmen. Allein für die Berliner Tafeln werden so jährlich Erlöse von über 100.000 Euro erzielt.
Inzwischen konnten die Sozialhelden bundesweit insbesondere in den Ballungsgebieten zahlreiche Märkte für die Aktion gewinnen, deren Erlöse an insgesamt 12 verschiedene Partner und Institutionen fließen.

## Geschichte
Die Idee, Pfandbons für einen karitativen Zweck zu sammeln, kamen Raul Krauthausen und seinem Cousin 2005 nach einer Party. Die Idee wurde ausgearbeitet und nahm an einem Wettbewerb der Zeitschrift Neon mit der Fragestellung „Was fehlt der Welt?“ teil. Dort gewann das Projekt den Hauptpreis, einen Smart Roadster, der umgehend verkauft wurde. Der Erlös für den Verkauf floss in die Entwicklung einer Sammelbox mit dem Namen CharityBox.
Der erste Entwurf entpuppte sich als nicht praxistauglich, woraufhin ein zweites Modell entworfen wurde, das bis heute zum Einsatz kommt. Den ersten Praxistest führten die Sozialhelden in Berlin mit der Supermarktkette Kaiser’s durch. Der Erlös des ersten Feldversuchs floss an die Berliner Tafel.